# Leptomedusae
Die Leptomedusae (Synonyme: Thecata, Thecaphora, Leptothecata) sind Nesseltiere aus der Klasse der Hydrozoen. Alle Leptomedusae leben im Meer, auch an den europäischen Küsten. Zu ihnen werden etwa 1900 Arten gezählt.

## Merkmale
Das Polypenstadium der Tiere lebt immer kolonial.
Kennzeichnend für die Gruppe ist das die Peridermhülle nicht nur den Polypenrumpf, sondern auch den Polypenkopf (Hydrant) umfasst und ihn mit einer trichterförmigen Hydrotheca umgibt. Diese kann allerdings so kurz sein, dass sich der Polyp nicht darin zurückziehen kann.
Das Medusenstadium der Leptomedusae besitzt flache Schirme und hat häufig Gleichgewichtsorgane am Velum. Die Gonaden befinden sich an den Radiärkanälen.
Die Leptomedusae haben normalerweise mehr als vier Tentakel und niemals stenotele Nesselzellen.

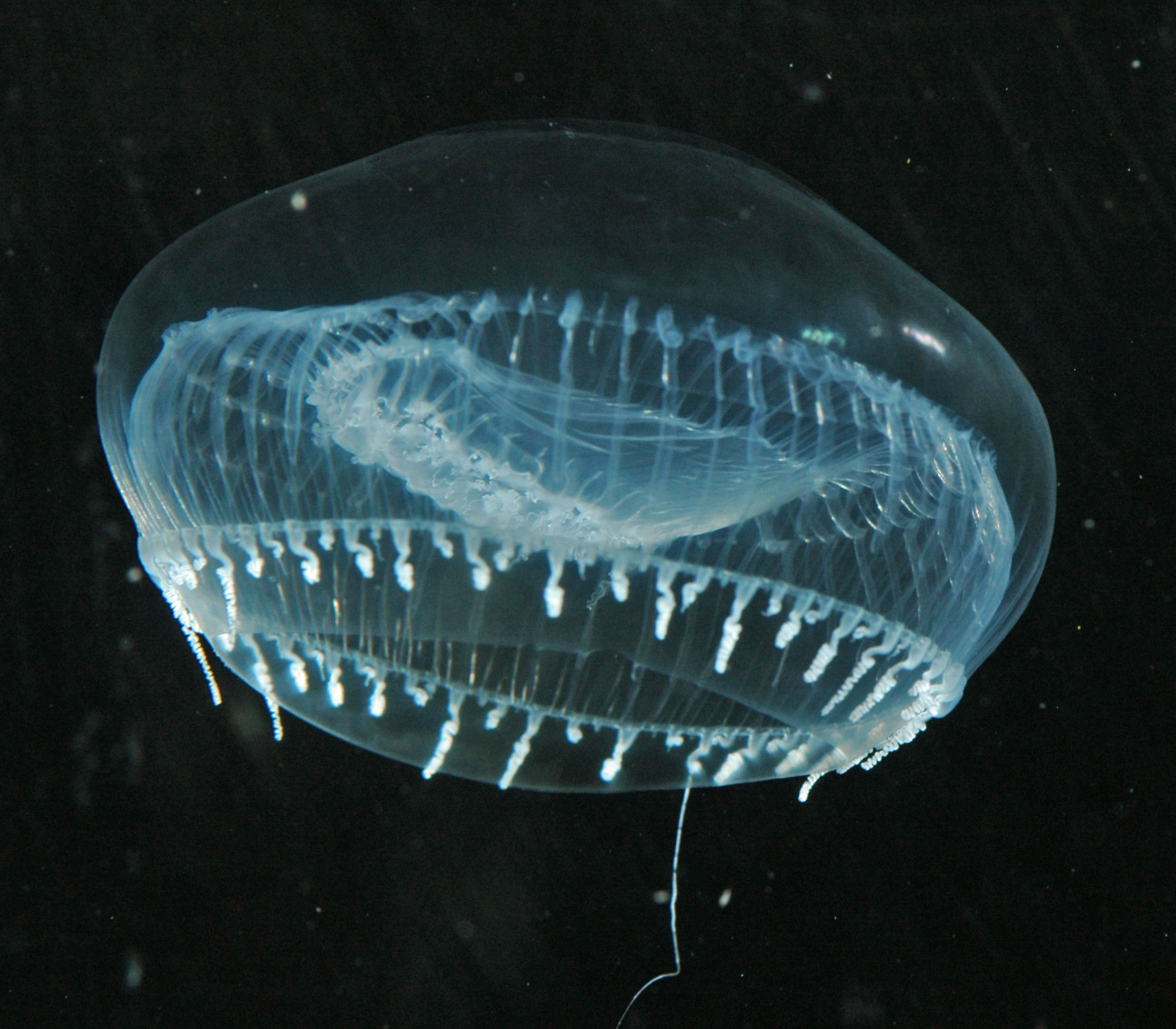
Aequorea victoria

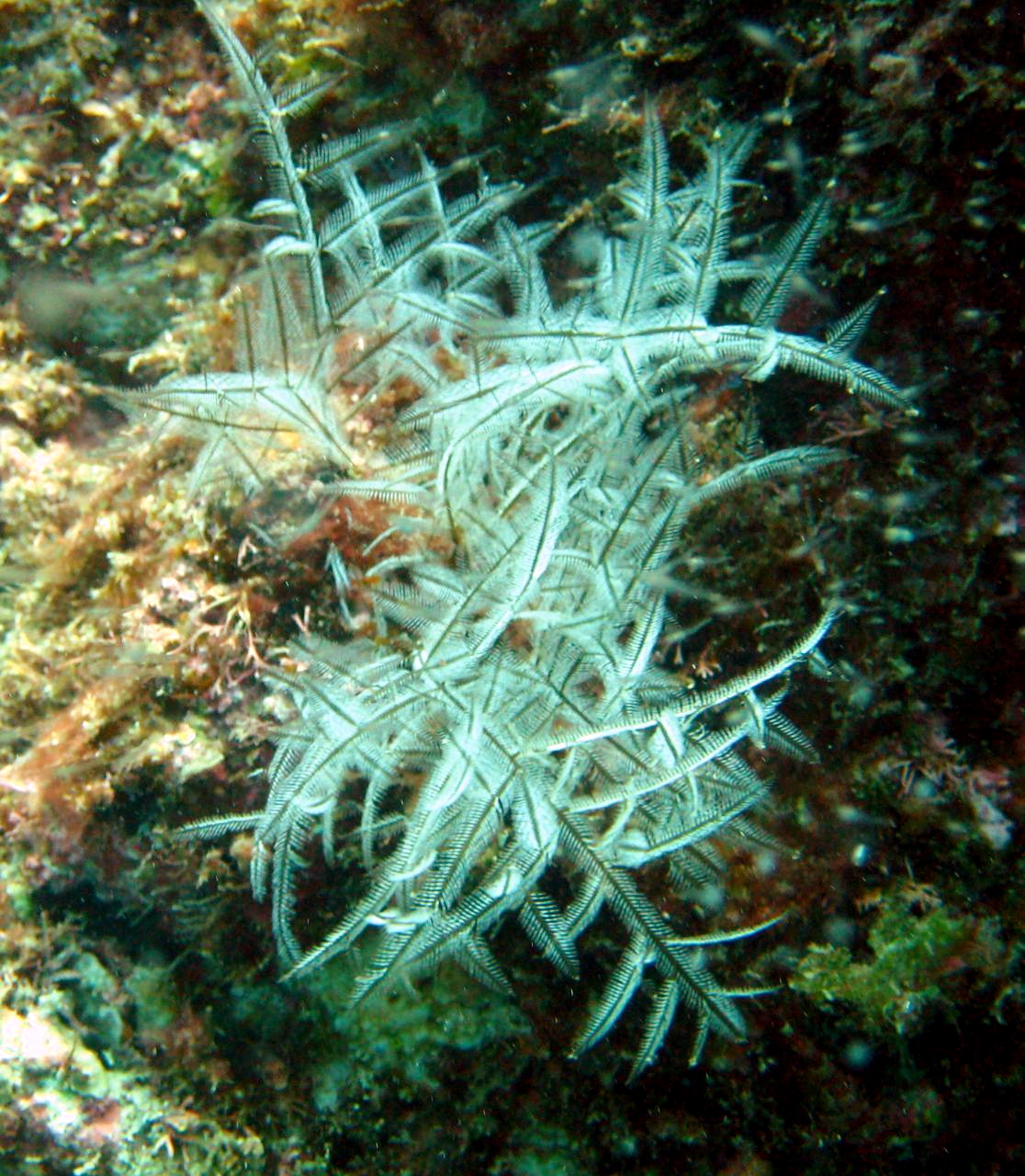
Unbestimmter Nesselfarn im Golf von Kalifornien

## Systematik
Die hier angegebene Systematik folgt den Angaben des Hydrozoa Directory.
- Ordnung Leptomedusae
  - Unterordnung Conica
    - Familie Aequoreidae
    - Familie Barcinidae
    - Familie Blackfordiidae
    - Familie Campanulinidae
    - Familie Cirrholoveniidae
    - Familie Clathrozoidae
    - Familie Dipleurosomatidae
    - Familie Eirenidae
    - Familie Haleciidae
    - Familie Hebellidae
    - Familie Laodiceidae
    - Familie Lovenellidae
    - Familie Malagazziidae
    - Familie Melicertidae
    - Familie Mitrocomidae
    - Familie Octocannoidae
    - Familie Orchistomatidae
    - Familie Phialellidae
    - Familie Lafoeidae
    - Familie Syntheciidae
    - Familie Sugiuridae
    - Familie Teclaiidae
    - Familie Tiarannidae

  - Überfamilie Sertularioidea
    - Familie Sertulariidae
      - Sertularia argentea

    - Familie Thyroscyphidae

  - Überfamilie Plumularioidea
    - Familie Halopterididae
    - Familie Kirchenpaueriidae
    - Familie Nesselfarne (Plumulariidae)
    - Familie Aglaopheniidae

  - Conica incertae sedis
    - Diplosoma

  - Unterordnung Proboscoida
    - Familie Bonneviellidae
    - Familie Campanulariidae
    - Familie Phialuciidae